# Pécharmant
Le pécharmant est un vin rouge français d'appellation d'origine contrôlée du vignoble de Bergerac. Le vignoble est planté sur les coteaux de la rive droite de la Dordogne au nord-est de Bergerac.

## Histoire
Il partage une longue histoire commune avec les autres AOC du Bergeracois. (voir l'historique de vignoble de Bergerac)
La qualité et l'homogénéité des vins conférées par un terroir particulier conduit l'INAO à accorder l'AOC aux vins de pécharmant le 12 mars 1946.

## Situation du vignoble

### Étymologie
« Pécharmant » vient du terme « pech » (« colline ») adjoint au prénom d'Armand ou Erman et signifierait « la colline du sieur Armand ».

### Aire géographique
Le vignoble qui produit l'AOC pécharmant est installé au nord-est de Bergerac sur la rive droite de la rivière Dordogne. Il concerne une partie des communes de Bergerac, Creysse, Lembras et Saint-Sauveur.

### Géologie et orographie
C'est une zone sédimentaire. La roche mère du sous-sol est un calcaire du mésozoïque sur laquelle la rivière a amené des sables argileux riches en fer, mêlés de graviers issus de l'érosion du Massif central. Une petite partie de l'AOC concerne une terrasse graveleuse de la rivière.
Les sols disponibles à la vigne sont de sables et graviers du Périgord qui renferment en profondeur une couche d’argile ferrugineuse appelée « Tran ». Cette couche a été créée par la cristallisation des minéraux lessivés en surface. C'est un sol assez peu fertile qui se compacte avec les précipitations si le taux de matière organique (humus) est insuffisant (phénomène de battance). Ce terroir est propice à la vigne dont la vigueur est modérée par les conditions pédologiques peu favorables.

### Climatologie
Le vignoble de Pécharmant bénéficie d'un climat océanique tempéré. (voir la climatologie du vignoble de Bergerac)
Le vignoble est bien exposé plein sud. Ce climat local favorise une bonne maturité du raisin et une concentration des sucres et des arômes. En face, sur la rive gauche, on peut voir le vignoble de l'AOC monbazillac.

## Le vignoble

### Encépagement
Le pécharmant est un assemblage de plusieurs cépages, le cabernet-franc N, le cabernet-sauvignon N, le malbec N et le merlot N. Aucun cépage ne peut dépasser 65 % de l'encépagement.

### Pratiques culturales
La densité de plantation minimale est de 4 000 pieds par hectare. L'écartement entre rangs ne peut excéder 2,5 mètres et l'écartement entre ceps dans le rang doit être d'au moins 0,9 mètre.
La taille de la vigne est en Guyot avec limitation du nombre d'yeux francs (rameaux porteurs de grappe) à 10 par cep. Toutefois, le vigneron peut tailler plus long s'il élimine les yeux surnuméraires mal placés ou en retard de végétation lors de l'épamprage.
Les vignes doivent être entretenues correctement : le feuillage doit avoir une hauteur suffisante appréciée par la mesure qui doit dépasser 0,6 fois l'écartement entre les rangs. Le vigneron entretient le sol sous la vigne par tonte de l'herbe ou traitement aux herbicides, le labour n'est plus pratiqué. Les maladies cryptogamiques (oïdium, mildiou, excoriose…) sont maintenues en dessous du seuil critique d'attaque par des traitements. (sulfatage)
L'irrigation est interdite.

### Récolte
Le rendement à la parcelle est limité à 8 000 kg par hectare. Après vinification, cette limite est fixée à 45 hectolitres par hectare.
Le raisin doit être ramassé à maturité. Celle-ci est appréciée par la dégustation du raisin et par la mesure du taux de sucre. Il doit être d'au moins 198 grammes par litre.
Le cahier des charges ne précise pas le mode de récolte. Dans les faits, la majorité de la surface est récoltée à la machine à vendanger.

## La vinification
Le raisin est amené au chai en benne à vendange. Il peut ou non passer par l'éraflage ou le foulage avant d'être mis en cuve. Il va y accomplir la fermentation alcoolique après levurage. La macération dure deux à quatre semaines pour permettre d'extraire les parties colorées (anthocyanes) et les tanins de la pellicule du raisin. 
Lorsque le vinificateur juge à la dégustation que la poursuite de la macération comporte plus de risques que d'avantages, le vin est écoulé et le marc de raisin passe dans le pressoir. Le vin de presse est assemblé si la dégustation révèle qu'il peut apporter un plus au vin. 
À ce stade, les différents cépages sont assemblés. Chaque lot de vin doit comporter au moins trois des quatre cépages répertoriés et aucun d'entre eux ne peut dépasser 65 % de l'assemblage.
Le vin est laissé au repos, le temps pour lui d'accomplir la fermentation malolactique. Pour la favoriser, le vinificateur peut maintenir le vin à une température entre 20 et 25 °C et ensemencer le vin avec des bactéries lactiques du commerce (par exemple Oenococcus oeni).

## Le vin

### Normes analytiques

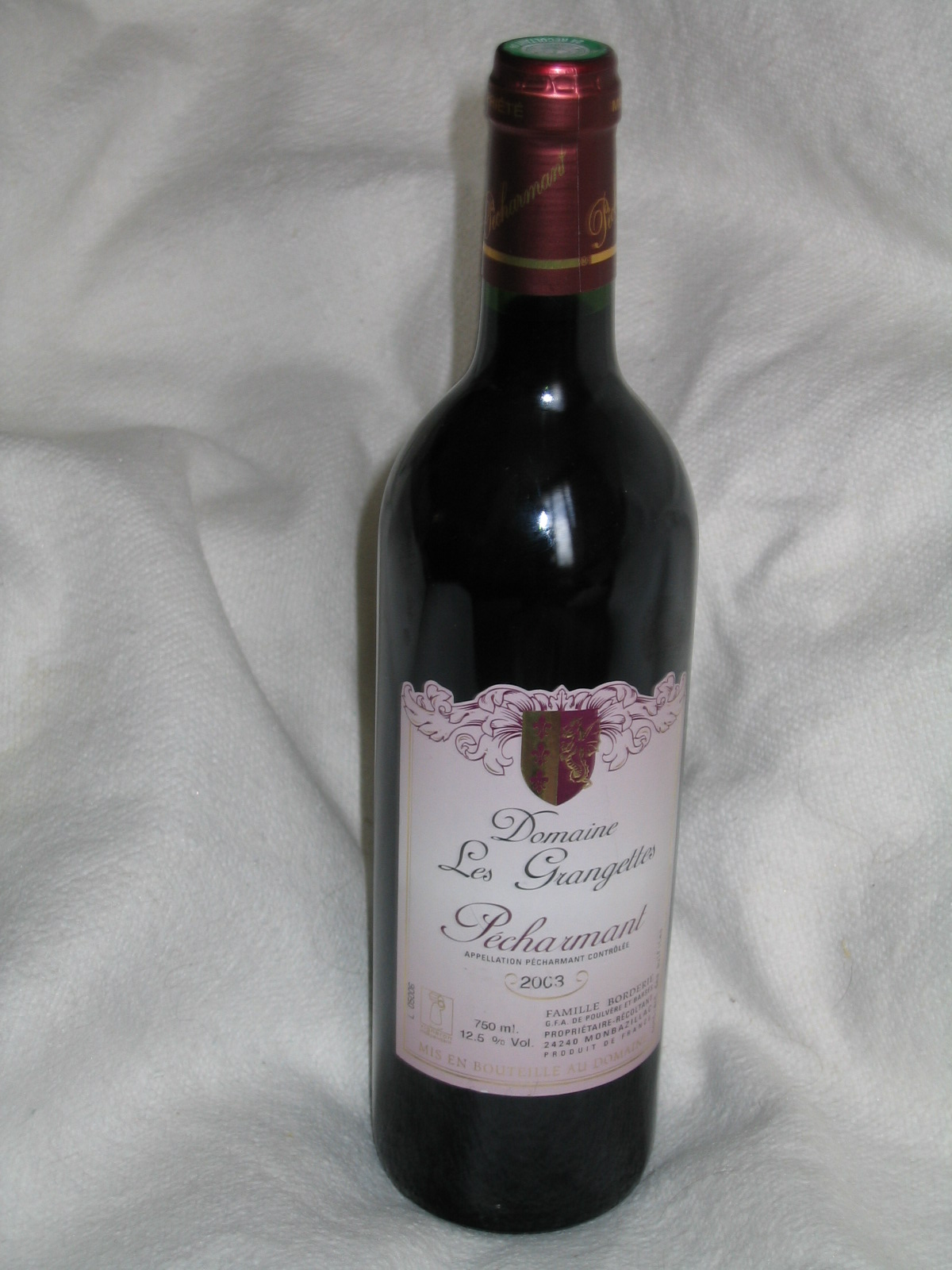
AOC pécharmant

Le vin doit avoir un titre alcoométrique naturel d'au moins 11,5 % de volume. En cas d'enrichissement par chaptalisation ou concentration par soustraction d'eau, (osmose inverse) le degré final ne peut dépasser 14,5  de volume.
La quantité d'acide malique est limitée à 0,3 gramme par litre. Cette mesure sert à vérifier que la fermentation malolactique est faite. De même, le vinificateur dose le sucre final (moins de 3 grammes par litre) pour vérifier que la fermentation alcoolique est achevée. Un reste de sucre est néfaste au vin. Il peut repartir en fermentation en bouteille et donner un vin gazeux ou faire monter les bouchons. De même, des bactéries responsables de mauvais goût du vin peuvent consommer le sucre.

### Dégustation
Le vin présente une couleur grenat sombre. 
À l'olfaction, des senteurs de fruits rouges et de vanille apparaissent.
En bouche, le vin est charpenté et puissant. Les tanins des vins jeunes sont très présents sans être agressifs. Avec quelques années de vieillissement, ils s'affinent et s'adoucissent.

### Accord mets-vin
C'est un vin fait pour la viande rouge et le gibier. Selon Pierre Casamayor, « leurs protéines amabilisent les tanins les plus virils. »
D'une surface de 400 hectares produisant près de 15 000 hectolitres du vin rouge, sur les communes de[Quoi ?]. Il est le plus réputé de la Dordogne et classé en AOC depuis 1936. L'identification « pécharmant » date de 1946, et nouveau AOC depuis le 13 mars 1992.

### Châteaux connus
Domaine Le Martinat,Château Champarel, Château de Biran, Château de Tiregand, Château des Lys, Château La Mouthe, Château Terre Vieille, Château La Renaudie, Château La Tilleraie, Château les Farcies du Pech', Château Malbernat, Château Métairie Haute, Château Neyrac, Château de Peytirat, Clos Montalbanie, Domaine Brisseau Belloc, Château Corbiac,  Domaine de la Curguetière, Domaine de l'Ancienne Cure, Domaine de La Metairie, Domaine des Costes, Domaine du Haut-Pécharmant, Domaine du Haut-Pécharmant Cuvée Prestige, Domaine du Vieux Sapin, Etiquette Noire, Hameau de Pécharmant, Kressmann Pécharmant Grande Réserve, Château Les Merles, Chartreuse de Peyrelevade, Chateau Barouillet

## Production
En 2005, la production a représenté 18 459 hectolitres sur une surface de 418 hectares.